# 가미고토정
가미고토정(上五島町)은 나가사키현 고토열도 나카도리섬의 서쪽 끝에 있던 정이다.
2004년 8월 1일에 아리카와정·와카마쓰정·신우오노메정·나라오정과 합병해 신카미고토정이 되었다.

## 지리
고토 열도의 나카도리 섬의 서쪽 끝에 위치해 있다.

## 역사
- 1889년 4월 1일 - 정촌제 시행에 의해 미나미마쓰우라군 아오가타촌, 하마노우라촌이 성립하였다.
- 1941년 4월 1일 - 아오가타촌이 정으로 승격해 아오가타정이 되었다.
- 1956년 6월 1일 - 정촌합병촉진법에 따라 아오가타정, 하마노우라촌이 합병해 가미고토정이 되었다.
- 2004년 6월 1일 - 아리카와정·와카마쓰정·신우오노메정·나라오정과 합병해 신키마고토정이 되었다.